# Santa Elena, Michoacán de Ocampo
Santa Elena är en ort i Mexiko.   Den ligger i kommunen Maravatío och delstaten Michoacán de Ocampo, i den södra delen av landet, 140 km väster om huvudstaden Mexico City. Santa Elena ligger 2 032 meter över havet och antalet invånare är 1 893.
Terrängen runt Santa Elena är kuperad åt sydost, men åt nordväst är den platt. Runt Santa Elena är det ganska tätbefolkat, med 104 invånare per kvadratkilometer. Närmaste större samhälle är Maravatío, 5,2 km nordväst om Santa Elena. Omgivningarna runt Santa Elena är en mosaik av jordbruksmark och naturlig växtlighet.